# Lurtz
Lurtz er en fiktiv figur i Peter Jacksons filmatisering af J. R. R. Tolkiens epos Ringenes herre.
Han den første Uruk-hai, Saruman skaber, og er leder af den gruppe orker, der angriber broderskabet i filmen Ringenes Herre - Eventyret om Ringen.
Lurtz' mission er at uskadeliggøre broderskabet og bringe de fire hobbitter, der har herskerringen (Frodo Sækker, Samvis Gammegod, Meriadoc Brændebuk og Peregrin Toker) til Saruman.
Lurtz dræber Boromir med tre pile i maven og skal til at affyre den fjerde pil, da Aragorn vælter ind i ham. De to  kæmper en lige kamp, indtil Lurtz får hugget hovedet af. Hans gruppe tager på deres tilbagetog Peregrin Toker og Meridoc Brændebuk med, mens Frodo Sækker og Samvis Gammegod fortsætter deres vandring med herskerringen for at ødelægge den.